# Siakago
Siakago är huvudort i distriktet Mbeere i provinsen Östprovinsen i Kenya. 